# Axl Rose
William Bruce Rose, Jr.(Lafayette, Indiana, 1962. február 6. –) ismertebb nevén W. Axl Rose amerikai énekes. A Guns N’ Roses énekese.
Rose az indianai Lafayette-ben született és élt, rossz családi körülmények között. A zene iránti szeretete az egyházban teljesedett ki, ahol részt vett az iskolai kórusban, valamint zongorázni tanult, de a sorozatos törvényszegések és rendőrségi incidensek miatt tizenévesen elhagyta szülőhelyét. Miután 1982-ben Los Angelesbe költözött, sok sikertelen zenekarszereplés után tagja lett Tracii Guns zenekarának az L.A. Guns-nak, amely a Guns N’ Roses korai előfutára volt.
A Guns N’ Roses frontembereként az 1980-as évek végén és az 1990-es évek elején világhírűvé vált, a zenekarral több millió lemezt, koncertjegyet értékesített, majd eltűnt a köztudatból néhány évre. 2001-ben a Guns N’ Roses új tagjaival tért vissza, kisebb koncertekkel és turnékkal a háta mögött, végül 2008-ban kiadta a sokáig halasztott Chinese Democracy albumot.
Sokáig ő volt az egyetlen alapító tag a formációban, azonban 2016 elején hivatalosan is bejelentették hogy összeáll Slash-el és Duff McKagan-nel. Hírhedt a színpadi stílusáról és vitáiról, amik közte és a zenekar korábbi tagjai, vagy más híres emberek között zajlottak.
Rose-t a Hit Parader magazin a 11. helyre sorolta a „Minden idők legjobb metal énekesei” listáján, a Rolling Stone magazin „Minden idők 100 legnagyobb énekese” listáján a 64. helyen végzett. A Roadrunner „Minden idők 50 legnagyobb frontembere” listáján a 4. helyen végzett.

## Biográfia

### Ifjú évei (1962–1982)
W. Axl Rose William Bruce Rose, Jr. néven született az Indiana állambeli Lafayette-ben a 16 éves Sharon E. Lintner és a 20 éves William Bruce Rose fiaként. Apja végül elhagyta a családot, Axl ekkor csupán 2 éves volt.
1965-ben Rose anyja találkozott Stephen L. Bailey-vel egy egyházi esten, majd nem sokkal később feleségül is ment a férfihoz. Fia nevét William Bruce Bailey-re változtatja, új férje vezetéknevét maga is felveszi. Bailey-nek két gyereke volt, Amy és Stuart. Rose bevallotta, hogy őt és féltestvéreit Bailey rendszeresen, minden ok nélkül bántalmazta. Axl gyerekként azt hitte, hogy Bailey a biológiai apja.
A viharos neveltetése és az anyja iránti gyűlölete miatt, mert az nem akarta elhagyni Bailey-t, Rose-ról sokan mondják, hogy kérdései és gondjai vannak a nőkkel kapcsolatban. Egy 1992-es áprilisi Rolling Stone interjúban elmondta, a gyerekkora során elszenvedett évek arra késztették, higgye azt, hogy a nők és szexualitás bűn, valamint a mostohaapja bántalmazásai láttán, könnyen befolyásolhatóvá vált, így azt hitte, a családon belüli erőszak normális dolog.
A Bailey háztartás mélyen vallásos volt, mindannyian részt vettek a Pünkösdista egyházban, a fiútól pedig megkövetelték az alkalomadtán három-nyolc segítséget hetente. Ötéves  korában kezdett el énekelni az egyházban, testvéreivel együtt, az emberek csak "Bailey Trio"-nak emlegették őket. Rose figyelmét annyira felkeltette a vallásosság, hogy még vasárnapi iskolába is járt. Később így beszélt a neveltetéséről:
|  | „A templom, amibe én is jártam tömve volt álszent, önelégült gyermek-molesztálókkal és megrontókkal. Ezek az emberek gyerekkorukban illetve életük során váltak sérültté. Ezek az emberek megtalálták Istent, de még mindig a gyerekkorukban szerzett sérüléseikkel éltek. 3-8 alkalommal kellett hetente templomba járnom. A Bibliát is tanítottam az iskolában, miközben vertek, a testvéremet pedig molesztálták.” |
|  | – Axl Rose |

Végül is az egyház biztatta és képezte Rose-t az éneklésben. Ennek köszönhetően több hangfekvésben is tud énekelni. Énekhangja tenor, azonban bariton hangfekvésben beszél. Képes részeket kiénekelni a basszustól a baritonig, és fejhangon is tud énekelni különböző hangokat. Saját bevallás szerint azért tanult meg több hangfekvésben énekelni, hogy idegesítse a kórustanárját. Középiskolában részt vett a kórusban, valamint zongorázni is tanult.
Axl a lafeyette-i Jefferson High School-ba járt, ahonnan nem sokkal később ki is rúgták. 17 éves volt, mikor átkutatott néhány papírt az otthonában és a papírok között rálelt biológiai apjára és eredetére, ezután felvette a Rose nevet (habár törvényesen még mindig William Bailey volt). Mindazonáltal csupán W. Rose-nak nevezte magát, mivel a William nevet utálta.
Miután felfedezte az igazságot, Rose élete fenekesen felfordult. Többször is konfliktusba keveredett a rendőrséggel, húsz alkalommal tartóztatták le, többek közt alkoholfogyasztás és támadások miatt. 16 évesen kirúgták otthonról, mert nem vágatta le a haját. Ebben az időben találkozott Izzy Stradlin-nel az iskolában. A zene iránti hatalmas szeretetükből adódóan hamar összebarátkoztak, majd közösen zenélni kezdtek. Stradlin végül Rose-t és Indiana-t elhagyva Los Angeles-be ment, hogy végleg a zenére összpontosítson.
A lafayette-i hatóságok fenyegetni kezdték Rose-t, hogy visszaeső bűnözőként fogják vád alá helyezni. 17 éves volt, mikor az ügyvédje tanácsára elhagyta Indiana-t, majd stoppolással és buszozással körbejárta az országot. Miután egy-két alkalommal visszatért Indiana-ba, meglátogatni a családját, 1982 decemberében végleg Los Angeles-be költözött, az akkori barátnőjével.
Rose ezután W. Axl Rose-nak nevezi el magát (az „Axl” egy zenekar neve, amiben játszott), majd új életet kezd Stradlin-nel. Rose 1986-ban, hivatalosan is felveszi a W. Axl Rose nevet, majd egy becenevet tetováltat a karjára, azon az estén, mikor a Guns N’ Roses aláír a Geffen Records-hoz. Stephen Davis író szerint Rose megpróbálta aláírni a szerződést „W. Axl Rose” néven, de nem tehette, mivel a neve törvényesen még mindig William Baley volt. Rose ezután törvényesen is megváltoztatta a nevét.

### A Guns N’ Roses előtti évek (1983–1984)
Los Angeles-ben Rose olyan zenekarokban játszott, mint a Rapidfire, L.A. Guns és a Hollywood Rose. Miközben azért küzdött, hogy híres zenész legyen a Hollywood-i közegben, Rose sokféle alkalmi munkából próbálta fenntartani magát a Sunset Boulevard levő Tower Records-nál még éjszakai menedzser is volt. Egy alkalommal Rose és Stradlin 8 dolláros órabérért cigarettákat szívott az UCLA egyetemen, egy tudományos tanulmány érdekében.

### A Guns N’ Roses befutása és sikerei (1985–1994)
Rose és az L.A. Guns másik tagja Tracii Guns 1985 márciusában megalakítják a Guns N’ Rosest. A banda az L.A. Guns és a Hollywood Rose zenekar ötvözete volt, olyan tagokkal akik az egyik, vagy éppen mindkét bandában játszottak, Ole Beich-t és Duff McKagan-t beleértve. A banda a hollywoodi Troubadour-ban debütált, majd hozzáfogtak, hogy Los Angeles különböző helyein koncertezzenek, így egyre több rajongót toboroztak és elkezdték felkelteni a lemezkiadó vállalatok figyelmét is. A végső felállásban Rose, mint énekes, Slash gitáros, Izzy Stradlin ritmusgitáros, Duff McKagan basszusgitáros és Steven Adler dobos vett részt. A Guns N' Roses 1986-ban írt alá a Geffen Records-hoz, majd kibocsátották a négy dalt tartalmazó Live ?!*@ Like a Suicide című EP-t, amit a saját cégükön az UZI Suicide-on keresztül adtak ki még az év decemberében.
A zenekar jelentős bemutatkozó albuma az Appetite for Destruction 1987. július 21-én jelent meg az Amerikai Egyesült Államokban. A lemez lassan kezdett, mindössze 500,000 darabot adtak el belőle a megjelenést követő egy évben. A gyenge kezdés után a jég megtört, a „Sweet Child o’ Mine” és a „Welcome to the Jungle” videóklipeket az MTV zenecsatorna napi rendszerességgel, gyakran egy nap többször is vetíteni kezdte, aztán a "Sweet Child o' Mine" kislemez sikerének köszönhetően az Appetite for Destruction a Billboard 200-as lista első helyére ugrott, 1988-ban. Az Appetite for Destruction a mai napig a legtöbbet eladott bemutatkozó album az Egyesült Államokban, hazájában 18 alkalommal lett platinalemez, világszerte pedig 28 milliót adtak el belőle.
Az Appetite for Destruction és az utáni megjelenő EP, a G N’ R Lies sikereinek köszönhetően Rose-t minden idők egy legkiemelkedőbb frontemberének nevezték el. Kurt Loder az MTV újságírójának egyik 1990-es interjújában dicséri Rose-t, "talán ő jelenleg a legjobb hard rock énekes és rengeteg karizmával rendelkezik". Rose megjelent a híres Rolling Stone magazin címlapján 1989 augusztusában, majd még egyszer 1992 áprilisában.

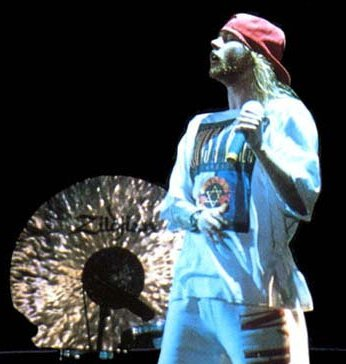
Axl és a Guns N’ Roses fellépése 1993-ban, az Use Your Illusion Turné keretében, Tel Avivban, Izraelben

1990-ben a Guns N’ Roses stúdióba vonult, hogy felvegye következő lemezét. A munkafolyamat lassan és kínkeservesen haladt, mivel Steven Adler drog és alkoholfüggőséggel harcolt, de végül 1990 júliusában kirúgták a zenekarból, helyére a The Cult együttes dobosa, Matt Sorum került. A zenekar továbbá kirúgta a menedzser Alan Niven-t, 1991 májusában, helyére Doug Goldstein került. A Rolling Stone 1991-es címlapsztorijában Rose elmondta, hogy azért rúgták ki Niven-t, mert az úgy szervezett le koncerteket, hogy a zenekar még nem készült el a lemezével.
Mikor már elég zenével készültek el, megjelentették a Use Your Illusion I és Use Your Illusion II albumokat, 1991. szeptember 17-én. A taktika bevált, az albumok a Billboard lista első és második helyén debütáltak, a Guns N' Roses tehát egy új rekordot állított fel, máig nem sikerült végrehajtani ezt a bravúrt. Az albumok 108 héten át szerepeltek a listán.
1991-ben, még az Illusion albumok megjelenése előtt, a Guns N’ Roses megkezdte a 28 hónapig tartó Use Your Illusion Turnét. Ez leginkább a rekordmennyiségű jegyeladások és a sok ellentmondásos zenekaron belüli konfliktusok miatt vált híressé.
A turné alatt állítólag rég elfogadott volt, hogy Rose megkapja Slash és McKagan tulajdonjogát a Guns N’ Roses névből. Bár Rose részéről ez vitatott, mivel törvényesen nem szerezhette meg a Guns N’ Roses névhasználati jogát. A kapcsolat az együttes tagjai között egyre felszültebbé vált: Izzy Stradlin 1991. november 7-én önként hagyta ott a bandát, helyét a Kill For Thrills gitárosa Gilby Clarke vette át a kétéves turné alatt. Clarke végül 1994-ben lépett ki, őt Rose gyerekkori barátja Paul Tobias váltotta fel. Mikor Rose lecserélte Slash gitárrészeit Tobias-éra a The Rolling Stones „Sympathy for the Devil” feldolgozásának felvételei során (a dal egyébként az Interjú a vámpírral című film betétdala volt), a feszültségek tovább növekedtek. Slash, McKagan és Sorum 1996 és 1997 között kiléptek a zenekarból.
2004-ben, a Greatest Hits válogatásalbum megjelenése után a három egykori tag, Rose, Slash és McKagan perelték be az Universal és a Geffen kiadót, mivel a lemezcég a beleegyezésük nélkül nyúlt a régi dalokhoz, és nem kérték ki a véleményüket a korongon szereplő számokkal kapcsolatban sem. Úgy érezték, hogy a legjobb szerzeményeik lemaradtak a válogatásról, így a lemez nem képviseli méltón a csapat szellemiségét.
Slash és McKagan szintén többször keveredtek perbe Rose-zal, a Guns N’ Roses dalainak szerzői jogaival kapcsolatban. Az egyik ilyen ügy során Slash és McKagan elmondták, hogy a lemezkiadó megtagadta tőlük a 2005-ös lemezeladásokkal kapcsolatos jogdíjcsekket. Végül az ASCAP azzal érvelt, hogy ez egy elírás eredménye és végül megoldották az ügyet.

### Kihagyás, turnézás és aChinese Democracy(1995-napjainkig)
Miután a Guns N’ Roses stabilitása összeomlott, Rose elvonult a nyilvánosság elől. A zenekar nem oszlott fel véglegesen, bár nem turnéztak és évekig nem adtak ki új anyagot. Rose ennek ellenére toborozta a zenészeket az eredeti tagok helyére, de a tagváltások majdhogynem heti rendszerességgel zajlottak. A zenekar utolsó alapító tagja (Rose-t kivéve) Duff McKagan volt.
Az 1990-es évek végéig remetének tartották Rose-t, mivel ritkán jelent meg a nyilvánosság előtt és ideje legnagyobb részét a malibui házában töltötte. Különféle szaksajtókban és cikkekben Rose-t „a rock Howard Hughes-ának” és „a rock legnagyobb remetéjének” nevezték. Rose hosszú hallgatás után elmondta, hogy éjszakáit próbákkal és írással tölti, mivel a Guns N’ Roses új felállásán és a zenekar új lemezén a Chinese Democracy-n dolgozik.
Egy 2006-os Rolling Stone magazinban megjelent interjúban Rose több titkot is elárul a Chinese Democracy lemezről. "32 dalon dolgozunk, ebből 26 majdnem kész" mondta az interjúban. "Az emberek ebben az évben zenét fognak hallani" mondta. "Ez egy nagyon összetett felvétel, megpróbálok valami mást csinálni. Pár koncepció olyan, mint a Queen. Néhány ember azt fogja mondani, 'Ez nem úgy hangzik, mint Axl Rose, ez nem olyan mint a Guns N’ Roses'. De néhány dalt biztosan kedvelni fogtok róla."

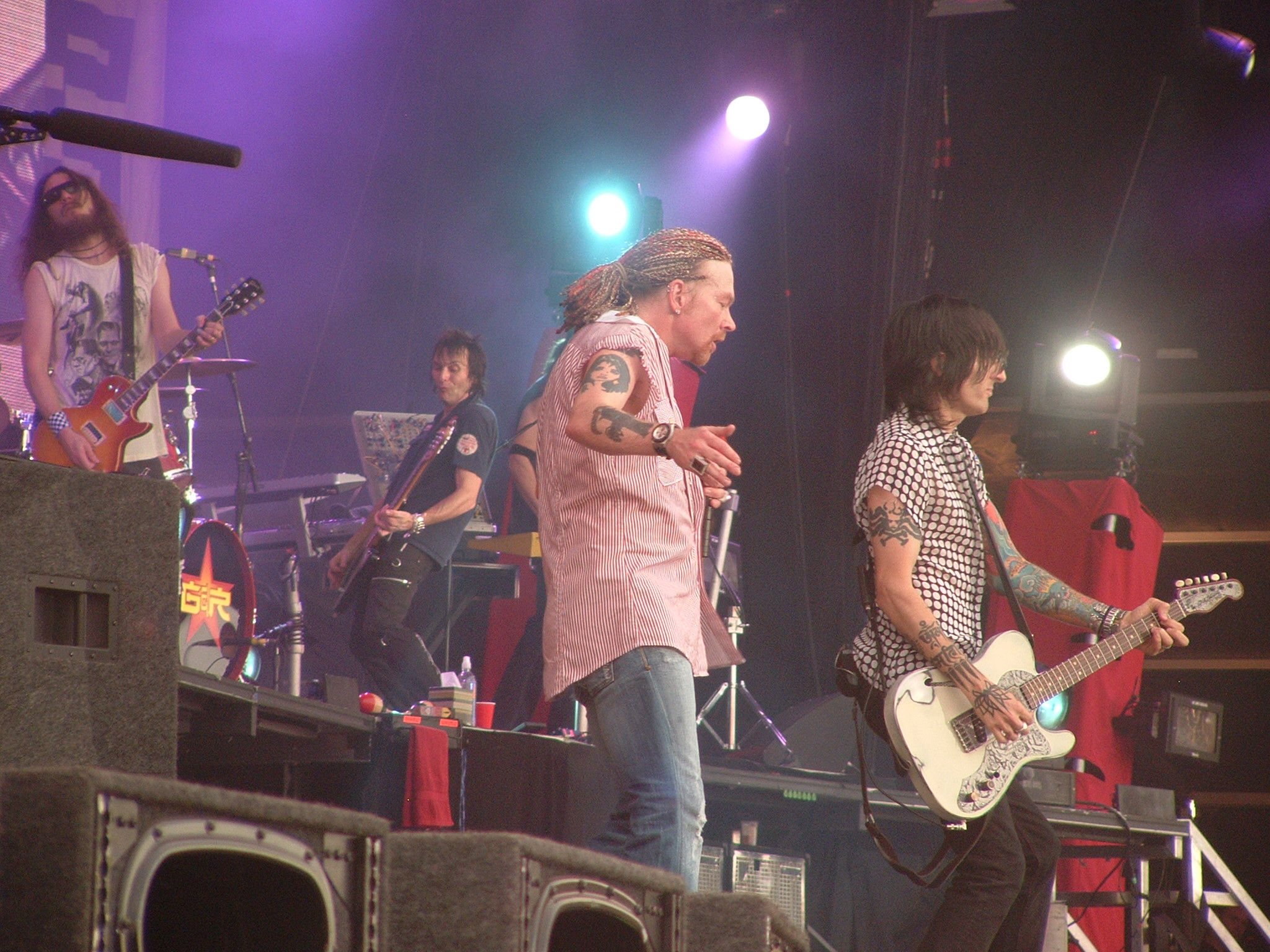
Rose (középen) a Chinese Democracy Turnén 2006-ban

A Guns N’ Roses végül turnézott különböző országokban 2002-ben és 2006-ban ismét. A zenekar tagjai most Rose, Dizzy Reed, Robin Finck, Tommy Stinson, Chris Pitman, Richard Fortus, Frank Ferrer és Bumblefoot (ő Bucketheadet váltotta fel), első élő fellépésük pedig május 12-én, 14-én, 15-én és 17-én volt a Hammerstein Ballroomban, New Yorkban, 2006-ban. Május 25-én Madridban, május 27-én pedig Lisszabonban (Rock in Rio) léptek fel, ahol több mint 50,000 ember látta őket.
2006. május 6-án Rose megjelent az Eddie Trunk Show-ban, ahol megígérte, hogy az albumot valamikor 2006 vége felé, vagy év végén adják ki.
2006. augusztus 31-én Rose felkonferálta a The Killers együttest az MTV Video Music Awards díjátadón. Kisétált a színpadra, majd sikítva előadta a „Tudjátok hol a faszba vagytok?” szöveget, ami évekkel korábban a védjegyévé vált. Egy kulisszák mögötti interjúban elmondta, a hivatalos Chinese Democracy turné október 24-én kezdődik, az album pedig ugyanabban az évben jelenik meg.
2006. december 15-én Rose kibocsátott a Guns N’ Roses rajongóknak egy nyílt levelet, amelyben elmagyarázta, hogy a Chinese Democracy miért nem jelent még meg. Ebben Rose elmondta, reméli, hogy az album 2007-ben meg fog jelenni és megjelölte március 6-át, mint valószínű megjelenési időpontot. Majd a megjelenést megint eltolták.
2007-ben Rose régi barátjának, Sebastian Bach-nak a szólóalbumán, az Angel Downon működött közre, Bachhal duettezik a „Back in the Saddle” című Aerosmith-dal feldolgozásában. Rose szintén énekel a „(Love is) a Bitchslap” és a „Stuck Inside” című dalokban, amikben társíróként is részt vett.
2008. október 22-én aztán hivatalossá tették a Chinese Democracy megjelenési dátumát: 2008. november 23. (vasárnap Hálaadás előtt). Az albumot Észak-Amerikában kizárólag az ország legnagyobb elektronikai láncában, a Best Buy-ban lehetett megvásárolni.
2009. december 11-én, a Guns N’ Roses megkezdte a 2009/2010-es Chinese Democracy turnéját Tajpejben, Tajvanban. Ez volt az első alkalom 2007 óta, hogy Rose nyilvánosan megjelent és koncertezett.
Március 13-án a São Paulo-i Palestra Itália stadionban léptek fel, 40 000 rajongó előtt, ahol Rose-t eltalálta egy színpadra dobott üveg és a show egy pillanatra félbeszakadt. Két nap múlva a limai koncerten ugyanez az incidens megismétlődött.
Ezt követően főzenekarként léptek fel a Reading és a Leeds Fesztiválokon.
2010 májusában, Axl Rose 5 millió dollárra perelte Irving Azoffot, a zenekar korábbi menedzserét, mondván Azoff szabotálta a Guns N’ Roses visszatérő albumát és hazudott egy esetleges „szuper turnéról” a Van Halennel (Azoff őket is menedzselte), amely része volt Azoff tervének, mely szerint egyesíti a Guns N’ Roses korábbi felállását. Rose azt mondta, hogy Azoff elrontotta a Chinese Democracy népszerűsítésére tett intézkedéseket is.
2010. május 31-én megkezdték európai turnéjukat Bergenben, Norvégiában.
A régóta várt Axl és Slash reunion 2016-ban valósult meg, a Not in this lifetime tour keretein belül. Ez a monumentális Guns 'N Roses turné azóta a rock zene történetének legsikeresebb turnéjai közé emelkedett. Az újraegyesülés óta Axl és tagok kapcsolata stabilnak mondható.

## Botrányok

### Drogfogyasztás
Miután a Guns N’ Roses sikeres lett, Rose lemondott a kemény drogok használatáról. Egy 1989-es interjúban elmondta: „Más fizikumom és gondolkodásom van a drogokat illetően, mint bárkinek, akit Hollywoodból ismerek, mert ugyan nem tartózkodom a drogok használatától, de nem engedhetem meg magamnak, hogy függő legyek. Nem leszek függő.”
Bár Rose-t nem alkoholbotrányairól ismerték, de 2006. június 26-án letartóztatták Stockholmban, Svédországban, egy kora reggeli dulakodás miatt, ami egy szállodában történt a szállodai biztonságiakkal szemben. Elmondták, hogy Rose részegen megharapta egy biztonsági őr lábát és összetört egy antik tükröt. Rose később megmagyarázta az esetet egy sajtótájékoztatón: "Nagyon jól éreztük magunkat a koncerten Stockholmban és nem hagytam, hogy ez az eset rontsa le az összképet. Én és az asszisztensem Beta a hallban beszélgettünk, mikor az egyik biztonsági őr felénk indult. Az volt az egyetlen aggodalma, hogy megbizonyosodjon róla, minden rendben van-e." Rose végül bűnösnek vallotta magát, majd kifizetett 6000 dollárt a bírságokra. A The Summer European körút az eltervezett menetrend szerint folytatódott.

### „One in a Million”
1988-ban a Guns N’ Roses megjelentette a G N’ R Lies című EP-jét .Az album nagyon jó eladási számokat produkált, ám a kritikusok mégis negatív jelzőkkel illették a rajta szereplő „One In A Million” című dal miatt. A dal szövege miatt Axl-t homofób, rasszista vádakkal illették, melyet ő erősen tagadott. A banda fellépését törölték egy 1989-es jótékonysági rendezvényről, mely a homoszexuális férfiak egészségügyi krízisközpontját támogatta.
Rose tagadta a homofóbiáról szóló állításokat, mindazonáltal elmondta, hogy a homoszexuálisokkal kapcsolatban rossz tapasztalatokkal rendelkezik, és mint ilyen, nem érti a céljukat az életben. Tagadását azzal folytatta, hogy példaként hozta fel Elton John-t és Freddie Mercury-t, akikre példaképként tekintett, valamint elmondta, hogy olyan zenészek is adták számára az inspirációt akik biszexuálisak, vagy homoszexuálisak voltak. Ezt követően egy meglepetés fellépés keretében Rose előadta Elton Johnnal együtt a "November Rain" című dalt az 1992-es MTV Video Music Awards-on. John (Bernie Taupinnal egyetemben) nagy hatással volt rá zeneileg és lírailag is. Szintén elismeréssel adózott Freddie Mercury-nak, mikor az 1992-es Freddie Mercury emlékkoncerten (szintén Johnnal) elénekelte a híres Queen-dalt a "Bohemian Rhapsody"-t. Rose fenntartotta barátságát Johnnal, akinek támogatására Rose bekerült a Rock and Roll Hall of Fame-be.
Miközben rasszizmussal is vádolták, Rose erre is több magyarázatot adott. Egy 1989-es interjúban elmondta, a dal olyan emberekről szól „akik valamilyen oknál fogva problémát jelentenek az életedben. A ’nigger’ szó nem feltétlenül jelent fekete bőrűt”. Utalt a fekete rap csapat, az N.W.A nevére (Niggaz With Attitude), melyben a ’nigger’ szó szintén pozitív kicsengésű. Innentől kezdve többször láthattuk Rose-t N.W.A sapkában a koncerteken. 1992-ig úgy tűnt, hogy Rose-nak sikerült elfogadtatnia magyarázatát a közvéleménnyel. Egy későbbi interjúban azonban bevallotta: "Mérges voltam néhány fekete srácra, akik megpróbáltak kirabolni. Kizárólag azokhoz az emberekhez szóltam. Eszem ágában sem volt rasszista elveket támogatni.”

### Zavargások, viták, koncertbalhék és törvényszegések
A Guns N’ Roses fénykorában Rose notórius késő hírében állt. Emellett híres volt arról is, hogy személyeskedésnek vett néhány nézői reakciót és a biztonsági őröket a színpadról irányította, hogy elintézze a problémáit a közönséggel. Egy 1992-es interjúban a Rolling Stone magazinnak elmondta: „A legtöbb előadó a biztonsági emberekre bízza a dolgot, az egész dolog csendben történik. Én ezzel szemben szívesen konfrontálódom az adott személlyel úgy, hogy megállítom a dalt és azt mondom: ’Tudod mit? Ugrott a pénzed, húzz el innen!’” Szintén koncerteknél volt ismert a késői megjelenés, volt mikor órákkal a nyitás után jelent meg a fellépésen.
Sok esetben ezt Rose azért tette, hogy későbbi botrányokat előzzön meg. Az 1988-as Monsters Of Rock fesztiválon, Doningtonban több esetben leállította a koncertet, mert a közönség a színpadnak nyomta az első sorokban álló nézőket, aztán végül a szerencsétlen eset folytán két rajongót tapostak halálra. Az esetről készített jegyzőkönyv is megjegyzi, hogy Rose minden esetben együttműködött a biztonsági emberekkel, amikor azok arra kérték, hogy nyugtassa le a közönséget. A 2006-os birminghami koncerten Axl egy biztonsági őrt dobatott ki a koncertről, mert az verni kezdett egy rajongót.
1991 júliusában a 28 hónapos Use Your Illusion Turné egyik korai szakaszában a zenekar St. Louis-ban lépett fel, ahol Rose a közönség közé ugrott, hogy elvegyen egy videókamerát egy rajongótól, mert az felvette őt. A koncertet félbehagyták, Rose a földre dobta a mikrofont, majd lesétált a színpadról és azt mondta: "Kösz a segg biztonsági őröknek. Hazamegyek!". Miután a többi bandatag is elvonult, a fények felgyulladtak, a rajongok pedig fellázadtak és összetörték a vadi új színpadot, valamint a Guns N’ Roses felszereléseit is. A keletkezett jelentős kár miatt Rose-t tartották hibásnak, helytelen viselkedéséért zendülésre való felbujtással, tulajdon ellen okozott kárral, testi erőszak és garázdaság vádjával vádolták, aztán 1992-ben ki is tiltották az egész Guns N’ Roses-t St. Louis-ból. Az ügy miatt Axl végül 1992-ben állt bíróság elé, ahol bűnösnek találták testi erőszak és garázdaság vádjában és 2 év felfüggesztett börtönbüntetést, valamint 50,000 dollár pénzbüntetést szabtak ki rá.
Egy másik esetre 1992. augusztus 8-án került sor a montréali Olimpiai Stadionban, ahol a Guns N’ Roses a Metallica együttessel közösen lépett fel. A koncert során az énekes James Hetfield egy rossz pirotechnikai művelet közben égési sérüléseket szenvedett és kórházba kellett szállítani. A Guns N’ Roses nem tudta azonnal elkezdeni a koncertet, mert Axl késve érkezett a helyszínre. Tovább bonyolódott a helyzet, mikor kilenc dal eléneklése után (ez körülbelül 50 perc volt) lejött a színpadról, mondván gondok vannak a hangjával. A „Double Talkin’ Jive” előtt azt mondta, hogy „ez lesz egy ideig az utolsó koncertünk”, majd a "Civil War" után így szólt: „Köszönjük, visszakapjátok a pénzeteket!” és elsétált. Azonnal botrány tört ki a nézőtéren, mely az utcákon is folytatódott. A hatóságok alig tudták megfékezni a káoszt.
A Guns N’ Roses új felállása sem úszhatta meg botrányok nélkül. 2006. június 11-én főzenekarként léptek fel a Donington Parkban lezajlott Download Fesztiválon, Angliában. A bemutatót követő fél órán belül Rose hangjával gondok akadtak, valamint ideges lett a koncertszemélyzetre, miután elcsúszott a színpadon, ami miatt majdnem a színpad előtti árokba esett. Röviddel ezután eldobta a mikrofont és lesétált a színpadról, Bumblefoot pedig elkezdte játszani a "Don't Cry" szólóját, Rose erre nyugodott le és már teniszcipőben tért vissza (korábban csizma volt a lábán) és bejelentette Izzy Stradlin-t, mint meglepetésvendéget, együtt eljátszották az "Used to Love Her" című dalt. Stradlin ezután eltűnt, majd többször is visszatért, eljátszotta a "Patience"-t, majd végül a "Paradise City"-t. Az éjszaka alatt Rose-hoz csatlakozott Sebastian Bach is, akivel együtt elénekelték a "My Michelle"-t.
2006 júliusában a Newcastle-i koncerten a "Nightrain" alatt Rose lement a színpadról, mivel állítólag megdobták egy 1 fontossal. Ezt követően azt kérte a biztonságiaktól, hogy dobjanak ki a koncertről bárkit, aki őt vagy a zenekar többi tagját bármivel is megdobja. A zenekar visszatért a színpadra, hogy befejezze a dalt, de Rose elmondta "ennek a koncertnek annyi”. A dal befejeztével a zenekar lement a színpadról és a lámpák felgyulladtak. Csak a "Paradise City" szokásos ráadását nem játszották el.
2009. december 11-én Rose a Los Angeles-i nemzetközi repülőtéren keveredett egy kisebb dulakodásba, miközben Tajpejbe indult, hogy megkezdje az új turnéját a bandával. Egy fotós állítólag zaklatta a Rose társaságában lévő hölgyet. Az énekes először beérte szóbeli fenyegetéssel, ám amikor a fotós továbbra sem hagyta békén a Rose-zal utazó hölgyet, Axl nekirontott, földre vitte, majd még a földön is belerúgott. Rose-t a társaságában lévők igyekeztek csillapítani és elkísérték a helyszínről.

### AChinese Democracykörüli események
A Geffen lemezkiadó dühös volt Rose-ra, mert az a Chinese Democracy megjelenése után nem promotálta és nem tett abszolút semmit a lemez jobb eladásai érdekében. Az AOL Canada Entertainment 2008. december 2-án azt jelentette, hogy két hónapon keresztül próbálták elérni Axl-t, ám az nem válaszolt a telefonhívásokra és nem küldött semmiféle visszajelzést.
2008. december 11-én Rose végül megtörte a csöndet, mikor elbeszélgetett a Guns N’ Roses jövőjéről, az új lemezről és egy közelgő videóklipről, ami a „Better” című dalból készülne. Valamint egy interjúban sokkal átfogóbb képet adott a Chinese Democracy megjelenéséről, a cikk Rose 47. születésnapján jelent meg, 2009. február 6-án a Billboard-ban és a Reuters-ben. Az interjúban Rose megvetéssel beszélt az Interscope Records-ről, különösen a főnökéről Jimmy Iovine-ról. Kijelentette, hogy sosem kapta meg azt a támogatást a kiadótól, amire ő számított. Az interjú műszaki részében Rose felfedi, hogy a kiadó zenei üzletei és a zenei ipar gyors átalakulása mennyivel hátráltatták a Chinese Democracy megjelenését. Axl továbbá elmondta, hogy még két albumnyira való anyaga van, de most a Chinese Democracy-ra kell összpontosítania.
2008. december 16-án Axl Rose a Guns N’ Roses honlapján egy nyílt levéllel várta a látogatókat.

## Ténykedései a zenélésen kívül
Axl a hangját adta Tommy "The Nightmare" Smith-nek, aki a volt énekese egy kitalált 1970-es évekbeli rockbandának a Crystal Ship-nek (ez utalás a híres The Doors dalra) és rádiós DJ-je egy klasszikus rockzenét játszó adónak a K-DST-nek a Grand Theft Auto: San Andreas videójátékban.
Rose feltűnt egy háttérszerepben a Guns N’ Roses akkori felállásával az 1988-as Clint Eastwood-filmben a Holtbiztos tippben.
2009-ben szóba került, hogy Rose lesz a producere annak a filmnek, ami az Almost Home című regényből készül.

## Diszkográfia

### Hollywood Rose
| Cím                        | Megjelenés              | Kiadó     |
| -------------------------- | ----------------------- | --------- |
| The Roots Of Guns N’ Roses | 2004 (Felvéve 1983-ban) | Cleopatra |

### Guns N’ Roses
| Cím                       | Megjelenés | Kiadó  |
| ------------------------- | ---------- | ------ |
| Appetite for Destruction  | 1987       | Geffen |
| G N’ R Lies               | 1988       | Geffen |
| Use Your Illusion I       | 1991       | Geffen |
| Use Your Illusion II      | 1991       | Geffen |
| “The Spaghetti Incident?” | 1993       | Geffen |
| Greatest Hits             | 2004       | Geffen |
| Chinese Democracy         | 2008       | Geffen |

### Vendégszereplések
| Cím                                                                     | Előadó          | Megjelenés | Kiadó                 |
| ----------------------------------------------------------------------- | --------------- | ---------- | --------------------- |
| The Decline of Western Civilization Part II: The Metal Years (Filmzene) | Vegyes          | 1988       | Capitol/I.R.S Records |
| The End of the Innocence                                                | Don Henley      | 1989       | Geffen                |
| Fire and Gasoline                                                       | Steve Jones     | 1989       | Gold Mountain         |
| Not Fakin' It                                                           | Michael Monroe  | 1989       | Mercury               |
| Pawnshop Guitars                                                        | Gilby Clarke    | 1994       | Virgin                |
| Actual Miles: Henley's Greatest Hits                                    | Don Henley      | 1995       | Geffen                |
| Anxious Disease                                                         | The Outpatience | 1996       | Musikitchen           |
| The Life and Crimes of Alice Cooper                                     | Alice Cooper    | 1999       | Rhino                 |
| Angel Down                                                              | Sebastian Bach  | 2007       | EMI                   |

## Magánélete

### Viszályok
Mióta a Guns N’ Roses-t megalapították, 1985-ben, Rose sok zenésszel, ismert emberrel, és zenekarral viszálykodott már. Ilyen például Vince Neil, a Mötley Crüe frontembere, Kurt Cobain, Scott Weiland, James Hetfield, a divattervező Tommy Hilfiger, Jon Bon Jovi, az Eagles of Death Metal és Dexter Holland.

### Kapcsolatai
A ’80-as évek közepén és a '90-es évek elején Rose viharos kapcsolatba került Erin Everlyvel, Don Everly (Everly Brothers) énekes lányával. Rose a „Sweet Child o’ Mine” című dalt Erinnek írta, a lány a videóban is megjelent. Axl és Erin 1990 április 28-án Las Vegas-ban házasodtak össze, bár kényszer alatt, miután Rose megjelent Erin házánál, azt állítva, hogy fegyver van az autójában és öngyilkos lesz, ha Erin nem megy hozzá feleségül. Rose azt akarta, hogy Dan McCafferty (a Nazareth énekese) énekeljen az esküvőn. Egy 2004-es interjúban McCafferty úgy nyilatkozott, hogy "Röhögőgörcsöt kaptam, amikor Axl arra kért, hogy énekeljem el nekik a „Love Hurts” című dalt az esküvőn, mivel tudtam, hogy a dal maga hosszabb, mint a házasságuk lesz. A Guns N’ Roses menedzsmenttől 18 ember hívott fel, hogy tegyem meg, de végül elfoglaltságra hivatkozva visszautasítottam. Valószínűleg tényleg elfoglalt lehettem.”
A pár kevesebb, mint egy hónapig volt házas, bár bizonyos források szerint a házasság több hónapig tartott, mivel Erin teherbe esett, majd végül sajnálatos módon elvetélt 1990 októberében. Ez mélyen megrázta Rose-t, mert nagyon szeretett volna egy saját gyereket. Egy nappal az eset után Axl-t letartóztatták, mivel megütött egy szomszédot egy borosüveggel, aki a nagy hangerőre panaszkodott. A házasságot 1991 januárjában érvénytelenítették. Rose sohasem házasodott újra és gyerekei sincsenek.
A válás után Rose még évekig kereste Everly kegyeit, rendszeresen virágokat, leveleket küldött neki, sőt egyszer még egy madarat is kalitkában. 1994-ben Erin polgári pert indított Rose ellen, családon belüli erőszak miatt, mivel szerinte Axl a házasság alatt folyamatosan bántalmazta őt és veszekedett vele; az ügy végül bíróságon kívüli egyezséggel zárult.
1991 közepén, Rose a szépséges modellel, Stephanie Seymourral kezdett randizni. Seymour feltűnt a Guns N’ Roses "November Rain" és "Don't Cry" című videóiban is. Rose nagyon megszerette Stephanie korábbi kapcsolatából született fiát, Dylant és próbált jó apaként viselkedni, mindezt valószínűleg azért, mert neki gyerekkorából ez nem jutott. A pár 1993-ban szakított, amitől Rose mély depresszióba esett. Mindkét fél beperelte a másikat, ám Seymour tanúként vonultatta fel oldalán Erin Everly-t is. Ez a per is bíróságon kívüli megegyezéssel zárult.
1993-tól, Rose Jennifer Driver modellel járt, aki feltűnt a zenekar „Since I Don’t Have You” című klipjében is.

### Interjúk
- KISW 99.9 Radio Intv. Dec. 28, 2005 (Transcript)
- Detroit Radio Intv. Nov. 22, 2002 (Transcript)
- Kerrang Intv. Aug. 14, 2002 G-N-R Man Breaks His Silence
- MTV  Intv. Nov. 8, 1999 Axl Breaks Silence, Talks About New GN'R Album by Kurt Loder
- Additional interviews with Axl Rose